# Piatnik

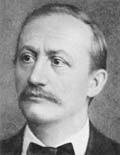
Ferdinand Piatnik leitete die Kartenmacher-Werkstatt ab 1842

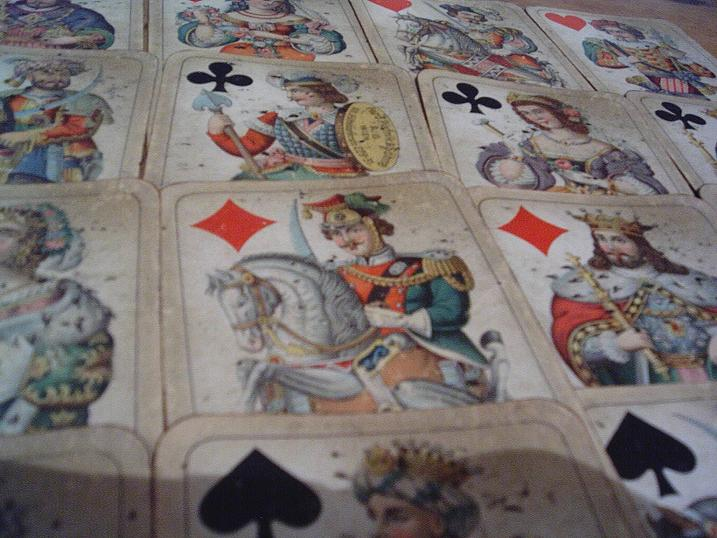
Spielkarten von Piatnik

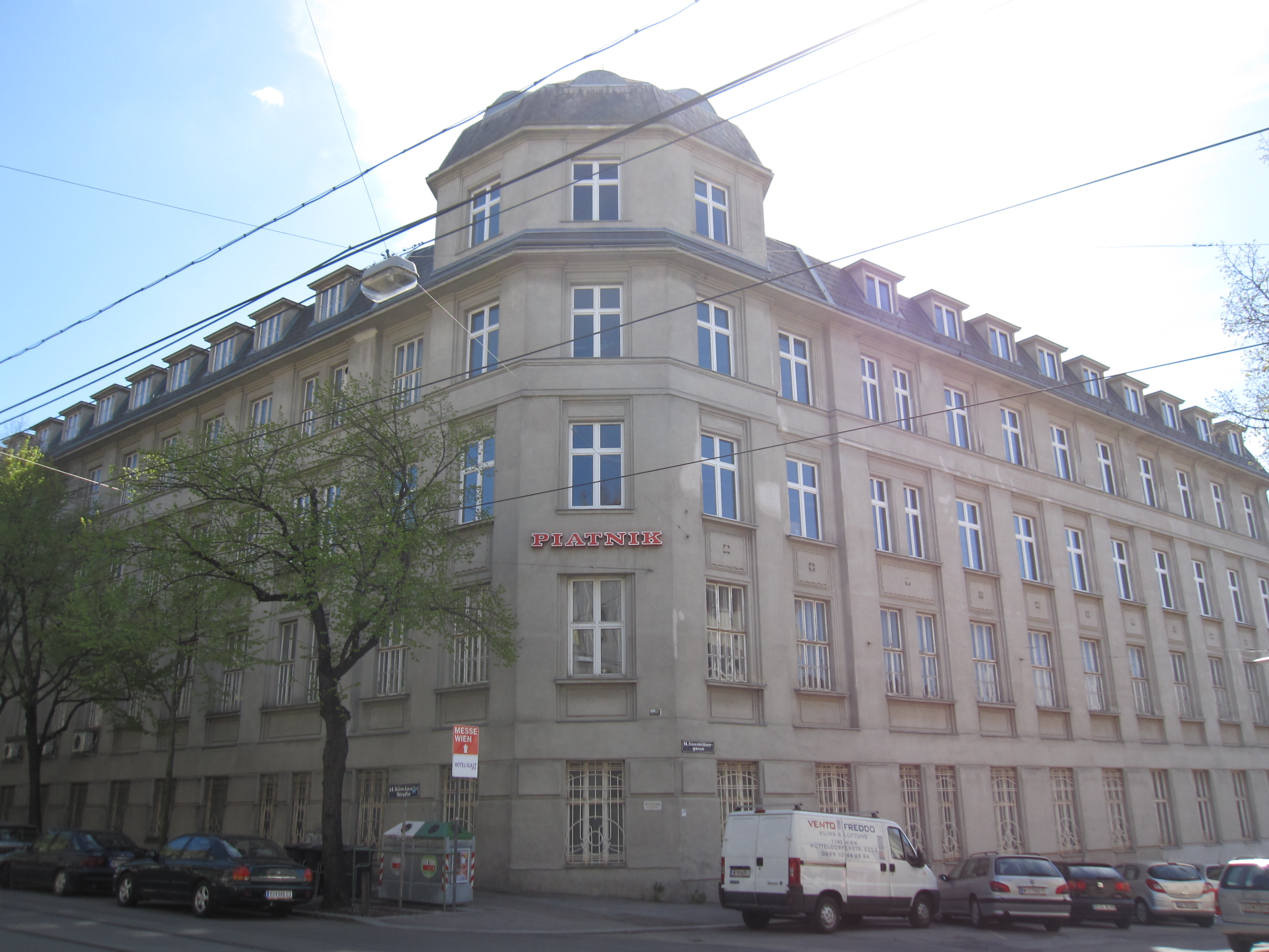
Firmensitz in Wien-Penzing

Die Wiener Spielkartenfabrik Ferd. Piatnik & Söhne ist einer der größten Hersteller von Spielkarten aller Art weltweit. Produziert werden Gesellschaftsspiele, Spielkarten und Puzzles.

## Geschichte
1824 gründete Anton Moser in Wien einen Kartenmalereibetrieb im 7. Wiener Gemeindebezirk. Nach Mosers Tod übernahm Ferdinand Piatnik 1842/1843 die Kartenwerkstatt. Als 1882 seine Söhne, Adolf und Rudolf Piatnik, in den Betrieb eintraten, erfolgte die Umbenennung der Kartenmalerei in Ferd. Piatnik & Söhne, Wien. Nach dem Tod Ferdinand Piatniks 1885 wurde das Unternehmen von seiner Witwe und den Söhnen weitergeführt.
1891 wurde das Fabriksgebäude in der Hütteldorfer Straße 229–231 im 14. Bezirk errichtet. 1896 wurde die Firma Piatnik Nándor és Fiai als Schwesterunternehmen gegründet. Piatnik expandierte weiter und kaufte 1899 von der Wiener Firma Josef Glanz den Spielkartenhersteller Ritter & Cie. in Prag und 1912 die Firma Josef Glanz selbst auf. 1923 erhielt Piatnik die unwiderrufliche Staatliche Auszeichnung und damit das dauernde Recht zur Führung des Bundeswappens im Geschäftsverkehr. 1939 wurde das Wiener Stammhaus in die Familien-Kommanditgesellschaft Wiener Spielkartenfabrik Ferd. Piatnik & Söhne umgewandelt.
Nach dem Zweiten Weltkrieg wurde 1951 der Mehrfarben-Offsetdruck eingeführt. 1956 erweiterte die Spielkartenfabrik ihr Sortiment auf Brettspiele; seit 1966 werden auch Puzzles produziert. 1962 wurde das Wiener Fabrikgelände um mehrere Stahlbetonhallen erweitert, 1985 nochmals. Mit Piatnik of America wurde 1989 die erste Tochtergesellschaft gegründet.
Im Jahre 1990 kam Activity auf den Markt, ein Unterhaltungsspiel für Kinder und Erwachsene, das in fünf Sprachen übersetzt wurde. Mittlerweile sind bereits 15 verschiedene Varianten des Partyspieles erschienen. Aufgrund der ProSieben-Spielshow Extreme Activity gibt es auch diese Variante mittlerweile als Spiel zu kaufen.
2016 wurde das Logo auf den Spieleschachteln geändert. Es zeigt nach wie vor ein Pferd mit Jockey in einem weißen Kreis. Dieser befindet sich aber nicht mehr in einem gelben Dreieck, sondern in einem roten Kreis.
Piatnik ist heute mit Vertriebstöchtern in Deutschland, Tschechien, Ungarn und den USA der größte Spieleverlag Österreichs und ein führender Anbieter von Spielen in Europa. Die Geschäfte führen Ferdinand G. Piatnik (der vierte Träger dieses Namens) und Dieter Strehl; die nächste Generation steht in Ausbildung. Weltweit ist das Unternehmen in 72 Ländern vertreten und hat rund 200 Mitarbeiter, davon etwa 150 in Wien. Piatnik bietet mehr als 200 Gesellschaftsspiele und 1000 Kartenspielvarianten an. 2010 wurden über 2 Millionen Spiele, 1 Million Puzzles und 25 Millionen Spielepakete in Wien produziert. Der Umsatz betrug 27 Millionen Euro.
1997 wurde in Wien-Penzing (14. Bezirk) der Ferdinand-Piatnik-Weg nach dem Gründer des Unternehmens benannt.

## Produkte (Auswahl)
- Gesellschaftsspiele für Familien, Kinder und Partys: Activity, Smart 10, Tick Tack Bumm, Speedy Roll (Kinderspiel des Jahres 2020), Agent Undercover, DKT – Das kaufmännische Talent, Rummikub, Scrabble
- früher: Monopoly, Abalone
- traditionelle Spielkarten für Bridge, Poker, Rummy (Rommé), Canasta, Schnapsen (doppeldeutsches und französisches Blatt), Tarock, Préférence, Patience, Jass, Skat, Doppelkopf, Schafkopf, Tarot. Manche haben besondere Vorder- und/oder Rückseiten, z. B. Kunstwerke, berühmte Personen, Sehenswürdigkeiten.
- vom Kunden gestaltete Spielkarten
- Puzzles aus 1000 Teilen. Motive sind z. B. Kunstwerke, Sehenswürdigkeiten, Cartoons.
- Spielesammlungen mit klassischen Spielen
- Schach, Dame und Mühle, Backgammon, Domino, Mikado, Würfelpoker, Klappbrett, Tangram, Tipp-Kick
- Schwarzer Peter, Quartett, Megatrumpf